# ソフトサービス
株式会社ソフトサービス（英: Soft-Service Co., Ltd.）は、福岡県福岡市に本社を置き、システムの開発、設計、運用を行う日本の独立系システムインテグレーター。

## 沿革
- 1986年3月 - 西日本ソフトサービス(株）として設立。
- 1999年11月 - 現社名に改称。
- 2001年3月 - 訪問看護「ポケット看護」、訪問介護 「ポケット介護」リリース
- 2002年8月 - 介護老人福祉施設向け「入所待機者管理円滑システム」リリース
- 2002年11月 - 医療の「インシデント・アクシデントレポートシステム」リリース
- 2002年12月 - 医療診察指示伝達「オーダリングシステム」リリース
- 2003年4月 - 本社を現在地に移転。
- 2006年7月 - リハビリテーションシステム「リハスタ」リリース
- 2007年4月 - SEMI規格準拠　半導体組立装置開発支援パッケージリリース

## 事業内容
- 制御システム
- 画像処理システム
- 医療システム
- ビジネスシステム
- ネットワーク

## 事業所
- 本社 - 福岡県福岡市博多区
- 北九州事業所 - 福岡県北九州市八幡東区